# Niklas Beste
Jan-Niklas Beste (* 4. Januar 1999 in Hamm) ist ein deutscher Fußballspieler. Er steht seit Ende Januar 2025 beim SC Freiburg unter Vertrag.

## Karriere

### Verein
Beste begann das Fußballspielen beim VfL Mark 1928 und spielte anschließend bei der Hammer SpVg, zwei Vereinen aus seiner Heimatstadt Hamm. 2007, im Alter von acht Jahren, wechselte er in die Jugendabteilung von Borussia Dortmund, wo er sämtliche Jugendmannschaften durchlief und 2017, im zweiten A-Jugend-Jahr, in den erweiterten Kader der ersten Mannschaft aufgenommen wurde. Sein Debüt gab er dabei im DFB-Pokal-Erstrundenspiel beim Sechstligisten 1. FC Rielasingen-Arlen, das der BVB 4:0 gewann und Beste 90 Minuten durchspielte. Es folgten jedoch lediglich zwei weitere Pflichtspiel-Kaderberufungen, im Hin- und Rückspiel der Europa-League-Zwischenrunde gegen Atalanta Bergamo.
Zur folgenden Saison 2018/19 war Beste für die zweite Mannschaft des BVB vorgesehen, wechselte jedoch für eine geschätzte Ablösesumme von 250.000 Euro zu Werder Bremen, da er dort bessere Perspektiven sah, war aber zunächst auch nur für die zweite Mannschaft eingeplant.
Zur Saison 2019/20 wechselte Beste, um auf hohem Niveau Spielpraxis zu erlangen, auf Leihbasis zum niederländischen Erstligisten FC Emmen. In Bremen hatte er noch einen Vertrag bis 2021. Er absolvierte sechs Spiele in der Eredivisie, konnte aber ab Oktober 2019 nach einer Knie-Operation langfristig nicht mehr eingesetzt werden.
Zur Saison 2020/21 wechselte Beste für zwei Jahre auf Leihbasis in die 2. Bundesliga zum SSV Jahn Regensburg. Cheftrainer Mersad Selimbegović setzte ihn als Linksverteidiger und auf dem linken Flügel ein. Beste absolvierte in seinem ersten Zweitligajahr 16 Einsätze, stand achtmal in der Startelf und erzielte zwei Tore. In der Saison 2021/22 kam der Linksfuß nur noch auf dem offensiven Flügel zum Einsatz, nun auf der rechten Seite. In 26 Zweitligaspielen (22-mal von Beginn) traf er viermal.
Zur Saison 2022/23 kehrte der nun 23-Jährige nicht mehr nach Bremen zurück, sondern wechselte innerhalb der 2. Bundesliga zum 1. FC Heidenheim. Er unterschrieb einen Vertrag bis zum 30. Juni 2025. Mit dem Aufstieg seiner Mannschaft als Meister der 2. Bundesliga kam er am 26. August 2023 (2. Spieltag) erstmals in der Bundesliga zum Einsatz. Bei der 2:3-Heimniederlage gegen Hoffenheim gelang ihm per direktem Freistoß das Heidenheimer Premierentor in dieser Spielklasse in der 26. Minute; zehn Minuten zuvor hatte er einen Strafstoß vergeben.
Zur Saison 2024/25 wechselte er nach Portugal zu Benfica Lissabon. Er unterschrieb einen Vertrag bis zum 30. Juni 2029 und traf auf den deutschen Cheftrainer Roger Schmidt. Dieser wurde allerdings Ende August 2024 entlassen und durch Bruno Lage ersetzt. Beste kam auf 13 Ligaeinsätze, wobei er nur fünfmal in der Startelf stand. Zudem kam er auf fünf Einwechslungen in der Champions League.
Bereits Ende Januar 2025 kehrte Beste wieder in die Bundesliga zurück und wechselte zum SC Freiburg.

### Nationalmannschaft
Zwischen 2014 und 2018 lief Beste für verschiedene U-Nationalmannschaften des DFB auf. Im März 2024 berief ihn Bundestrainer Julian Nagelsmann erstmals in die A-Nationalmannschaft. Im Training zog er sich allerdings eine Adduktorenzerrung zu und musste wieder abreisen.

## Titel und Auszeichnungen
Deutschland
- Zweitligameister und Aufstieg in die Bundesliga: 2023 (1. FC Heidenheim)
- A-Junioren-Meister: 2017 (Borussia Dortmund)
- Meister der A-Junioren-Bundesliga West: 2017 (Borussia Dortmund)
- B-Junioren-Meister: 2015 (Borussia Dortmund)
- Meister der B-Junioren-Bundesliga West (2): 2015, 2016 (beide Borussia Dortmund)

Portugal
- Ligapokalsieger: 2025 (Benfica Lissabon)

Auszeichnungen
- Torschütze des Monats: August 2023

## Sonstiges
Sein Rufname ist Niklas. Bestes rotbrauner Vollbart ist zu seinem Markenzeichen geworden.